# Christoph Theodor Antivari
Christoph Theodor Antivari, född 14 juli 1690, död 24 augusti 1763 i Stockholm, var en österrikisk diplomat och kejserligt sändebud vid svenska hovet samt  chargé d'affaires vid Österrikes ambassad i Stockholm.

## Biografi

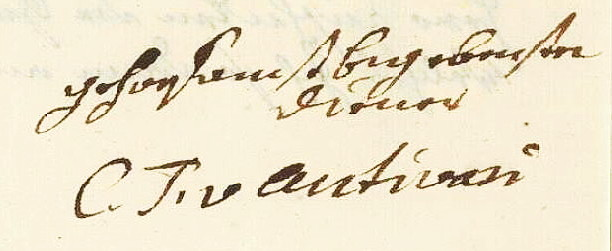
Antivaris namnteckning på ett brev till Carl von Linné den 22 april 1748:
gehorsamst Ergebenster diener
C.T. v. Antivari.

Om Antivaris bakgrund är inte mycket känt. Han var, med några kortare avbrott, från 1728 och till sin död 1763 kejserlig resident i Stockholm. Han tjänade två tysk-romersk kejsare, Karl VI och Frans I samt kejsarinnan Maria Teresia av Österrike. Under hans tid som sändebud i Sverige regerade Fredrik I (1720–1751) och Adolf Fredrik 1751–1771.
Som resident anställde han österrikiska ambassadens präster. Till en av dem, Antonius Haber från Mainz stift, skrev han 1733: ”Stockholm är inte en så oangenäm ort som många tror”, posten som legationspräst i Stockholm betecknade han som ”lugn, bekväm och honorabel”.
Antivari understödde den ryske diplomaten Nikita Panin i dennes intriger med mösspartiets ledare. Antivari blev, liksom Panin, 1749 invecklad i affären om ”de understuckna akterna”. De båda diplomaterna hade lurats, att med stor kostnad inköpa och till sina hov i avskrift hemsända en del förfalskade handlingar. Dessa skulle bevisa hattarnas planer från 1746–1747 års riksdag att vid det väntade tronskiftet göra kung Adolf Fredrik till enväldig konung i Sverige och anställa ett stort blodbad på sina politiska motståndare.
Antivari stod även bakom stora donationer i Stockholm, bland annat till Klara kyrka. Han ägde ett omfattande bibliotek, med talrika volymer om historia och juridik. Antivari adlades ”von” 1763 (ej introducerad), samma år som han avled. 
Han fann sin sista vila i ett av Klara kyrkas gravkor. Där finns en inskription på latin som lyder:

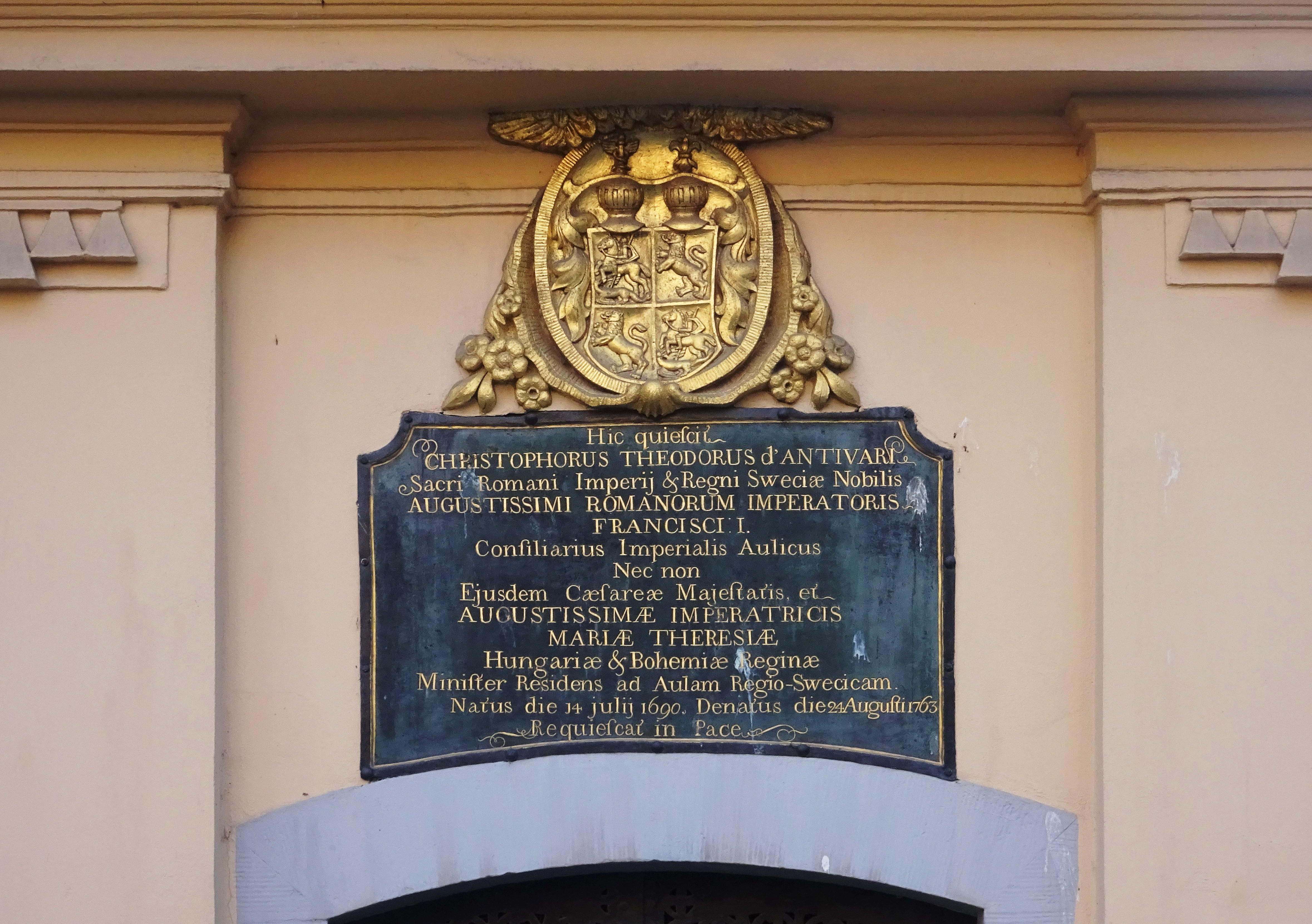
Inskriptionen på Klara kyrkas benhus.

| ” | Hic quiescit CHRISTOPHORUS THEODORUS d'ANTIVARI Sacri Romani Imerrij & Regni Sweciæ Nobilis AUGUSTISSIMI ROMANORUM IMPERATORIS FRANCISCI I Confiliarius Imperialis Aulicus Nec non Ejusdem Cæsaræ Majestatis et AUGUSTISSIMÆ IMPERATRICIS MARIÆ THERESIÆ Hungariæ et BohemiæE Reginæ Minister Residens Ad Aulam Regio-Swecicam Natus die 14 julij 1690 Denatus die 24 Augusti 1763 Requiescat in Pace. | „ |

Nationalmuseum i Stockholm äger en samtida målning med titeln: Christoph Theodor Antivari, 1690-1763, österrikisk diplomat, kejserlig resident. Verket utfördes 1760 av Johan Joachim Streng. Målningen skapades 1760 när Antivari var 70 år gammal. På tavlan finns en påskrift på tyska som lyder:
| ” | Christoph Theodor Edler von Antivari. des Römischen Reichs und des Schvedischen Reichs Ritterschafst und Adels Mitglied, Zweÿer Römischer Kaÿsern Caroli VI.ud Francisci I: wie auch der Römischen Kaÿserin Mariæ Theresiæ als regieren der Königin in Hungarn und Böhmen Rath u. Residirender Minister am Königl. Schvedischen Hoff: alt heut den 14 julü 1760. 70 Jahr | „ |